# Горошко, Борис Борисович
Бори́с Бори́сович Горо́шко (укр. Борис Борисович Горошко; 31 августа 1984, Вишневец — 5 апреля 2022, Великая Новосёлка) — украинский военный лётчик, майор, участник российско-украинской войны. Герой Украины (23 августа 2022, посмертно).

## Биография
Борис Горошко родился 31 августа 1984 года в селе Вишневец.
Учился в Новокалиновской общеобразовательной школе. Окончил Харьковский национальный университет Воздушных Сил имени Ивана Кожедуба.
В 2006-2009 годах служил в 301-м зенитном ракетном полку. Участник миротворческих миссий ООН в Либерии и Демократической Республике Конго, а также боевые действия на востоке Украины.
В 2009-2022 годах — в 12-й отдельной бригаде армейской авиации, где занимал должность начальника штаба — заместителя командира вертолётной эскадрильи.
Погиб 5 апреля 2022 года во время выполнения боевого задания по перелётам на Азовсталь в качестве командира экипажа.
Похоронен 21 июля 2023 года на Поле Почётных захоронений №86-А Лычаковского кладбища.
Остались жена и дочь.

## Награды
- Звание «Герой Украины» с удостоением ордена «Золотая Звезда» (23 августа 2022, посмертно) — за личное мужество и героизм, проявленные в защите государственного суверенитета и территориальной целостности Украины, верность военной присяге[1].

- Орден Богдана Хмельницкого III степени (29 марта 2022, посмертно) — за личное мужество и высокий профессионализм, проявленные в защите государственного суверенитета и территориальной целостности Украины, верность военной присяге[2].

- Знак отличия Президента Украины «За участие в Антитеррористической операции».